# Josef Fritz
Josef Fritz (9. října 1882 Praha - 25. února 1953 tamtéž) byl československý státní úředník a politik, koncem první republiky krátce ministr unifikací.

## Biografie
Narodil se do rodiny typografického mistra z rakouského Hinterbergu a české matky. Roku 1909 úspěšně absolvoval právnickou fakultu české Karlo-Ferdinandovy university. Od roku 1908 pracoval jako úředník českého místodržitelství v Praze, poté na okresním hejtmanství v Roudnici nad Labem. Od roku 1920 působil v prezidiu ministerstva unifikací, od roku 1923 byl přednostou oddělení tohoto ministerstva a od roku 1937 jeho odborovým přednostou. Od 22. září 1938 zastával funkci ministra unifikací v první vládě Jana Syrového. Na postu setrval do 4. října 1938.